# Горуля, Владимир Семёнович
Владимир Семёнович Горуля — инженер-шахтостроитель, лауреат Государственной премии СССР (1985).
Родился 15.02.1937 в Днепродержинске, Днепропетровской области, УССР. Вырос в Новочеркасске, там окончил среднюю школу № 3 (1954) и горный факультет НПИ (1959), специальность — «строительство шахт». Некоторое время работал на стройках Министерства обороны.
Затем — в Узбекской ССР, в организациях системы Министерства среднего машиностроения СССР (будущий Минатом): начальник смены, главный инженер предприятия, главный инженер Южного (Сабырсайского) рудоуправления (г. Нурабад).
Лауреат Государственной премии СССР (1985) — за высокоэффективную реконструкцию предприятия на базе прогрессивных технологий и технологических решений, обеспечивших при минимальных капитальных вложениях высокие темпы роста объема добычи урана и вовлечение в эксплуатацию некондиционных руд на месторождениях Сабырсай и Кетменчи, в составе коллектива: Г. Г. Белозерских, Л. Б. Бешер-Белинский, В. С. Горуля, Л. М. Демич, В. А. Коваленко, К. С. Мальцев, А. Б. Синявский, Е. Г. Тарубаров, В. П. Щепетков.
Награждён орденом «Знак Почёта» (1967), серебряной медалью ВДНХ за разработку и внедрение новой техники, знаком «Шахтерская слава» 3 степеней. Заслуженный инженер Узбекской ССР.